# Хирошиге Јанагимото
Хирошиге Јанагимото (јап. 柳本 啓成; 15. октобар 1972) бивши је јапански фудбалер.

## Каријера
Током каријере је играо за Санфрече Хирошима, Гамба Осака и Серезо Осака.

## Репрезентација
За репрезентацију Јапана дебитовао је 1995. године. За тај тим је одиграо 30 утакмица.

## Статистика
| Јапан  | Јапан   | Јапан  |
| Година | Наступи | Голови |
| ------ | ------- | ------ |
| 1995.  | 12      | 0      |
| 1996.  | 13      | 0      |
| 1997.  | 5       | 0      |
| Укупно | 30      | 0      |